# Gabriel Badilla
Gabriel Badilla Segura, né le 30 juin 1984 à San José (Costa Rica), et mort le 20 novembre 2016 à Santa Ana (Costa Rica), est un footballeur international costaricien. Il jouait au poste de défenseur central.

## Carrière

### En club
Durant sa carrière, Badilla évolue de 2001 à 2016 au Deportivo Saprissa avec un intermède de deux ans (2008-2010) au Revolution de la Nouvelle-Angleterre en Major League Soccer.

### En équipe nationale
Il a joué avec l'équipe du Costa Rica lors du championnat du monde des moins de 17 ans en 2001 et a eu sa première cape en 2003. 
Badilla participe à la coupe du monde 2006 avec l'équipe du Costa Rica.
Il meurt d'un arrêt cardiaque lors de sa participation à la Lindora Run, course de 10 kilomètres à Santa-Ana.

## Palmarès

### En club
- Champion du Costa Rica en 2004 avec Saprissa
- Troisième du championnat du monde des clubs de la FIFA en 2005 avec Saprissa
- Champion de la CONCACAF en 2005 avec Saprissa

### En équipe nationale
- 22 sélections en équipe nationale (1 but)